# Maison natale d'Elvis Presley
Pour les articles homonymes, voir Elvis Presley.
La maison natale d'Elvis Presley (Elvis Presley Birthplace, en anglais) est la modeste maison familiale, et actuel musée, de style shotgun house, du 306 Elvis Presley Drive, à Tupelo dans le Mississippi aux États-Unis où la légende américaine du Rock 'n' roll Elvis Presley (The King, Le Roi, 1935-1977) naît le 8 janvier 1935, et passe les deux premières années de son enfance.

## Historique
Issu de milieux sociaux très modestes, ses parents Vernon Elvis Presley (1916-1979) et Gladys Love Smith (1912-1958) accumulent des petits emplois précaires divers, des revenus très modestes, et un niveau de surendettement chronique. Elvis est fils unique, après le décès prématuré d'un frère jumeau Jesse à la naissance. Il passe son enfance à Tupelo, entouré de ses parents, famille, grands-parents, tantes, oncles et cousins...

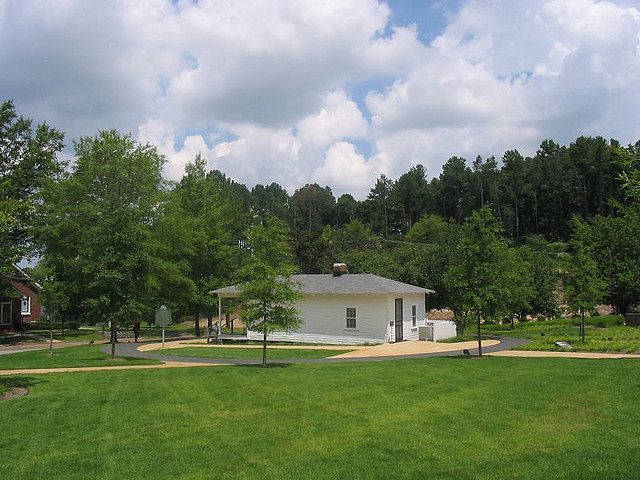
Maison et parc de 15 acres.
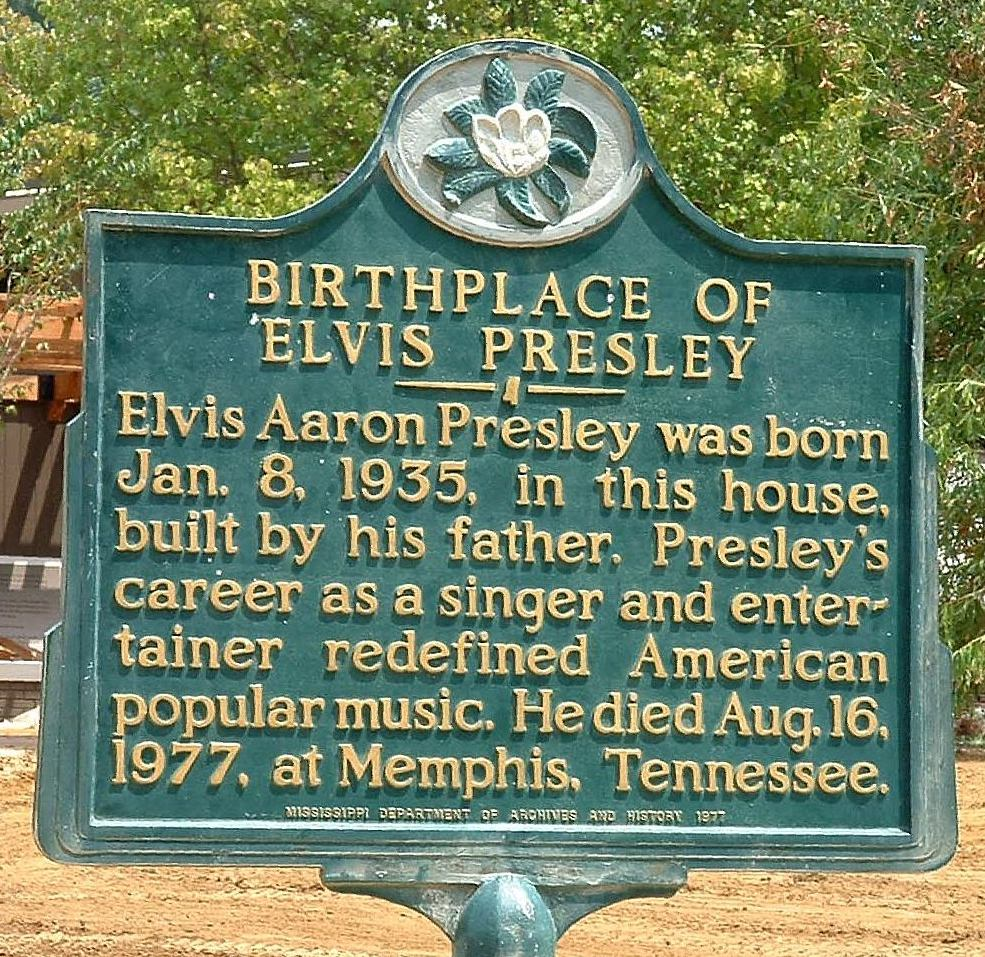
Plaque commémorative.

En 1934, le père, l'oncle et le grand-père d'Elvis construisent eux-mêmes cette maison de type shotgun house, avec un budget de 180 dollars, pour la naissance des deux jumeaux, maison rudimentaire typique des familles modestes du sud des États-Unis, avec deux pièces juxtaposées.

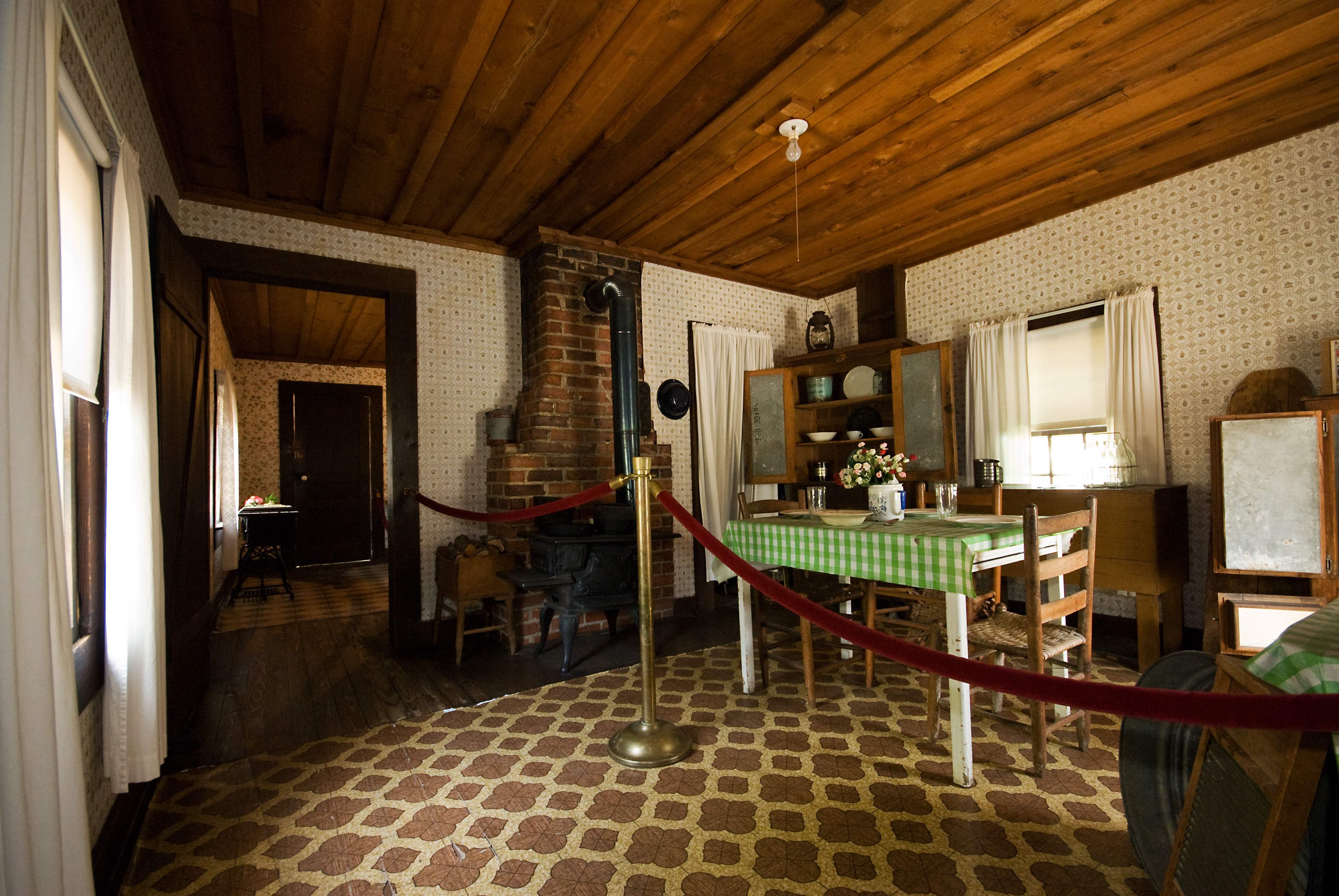
Pièce principale.
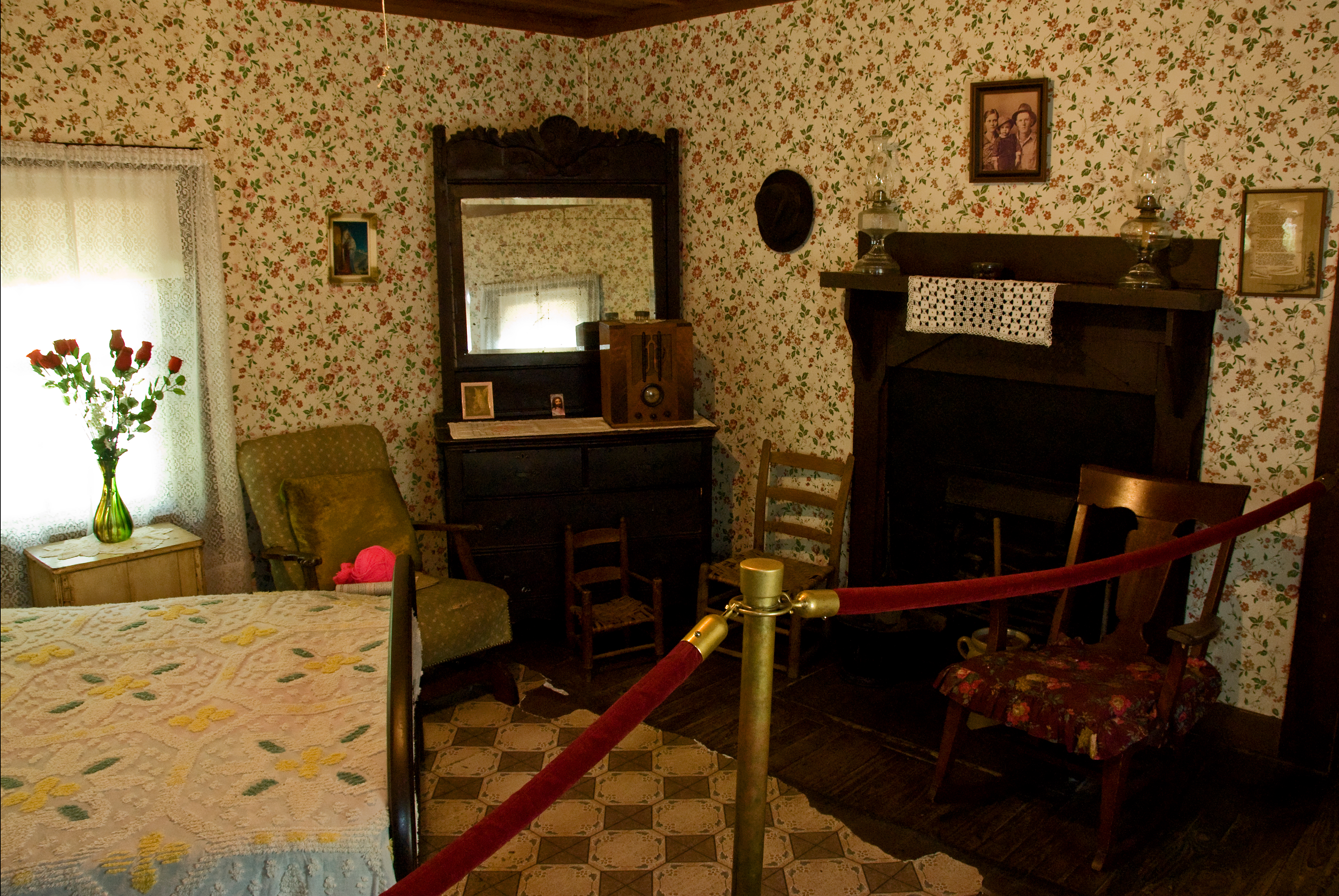
Chambre.
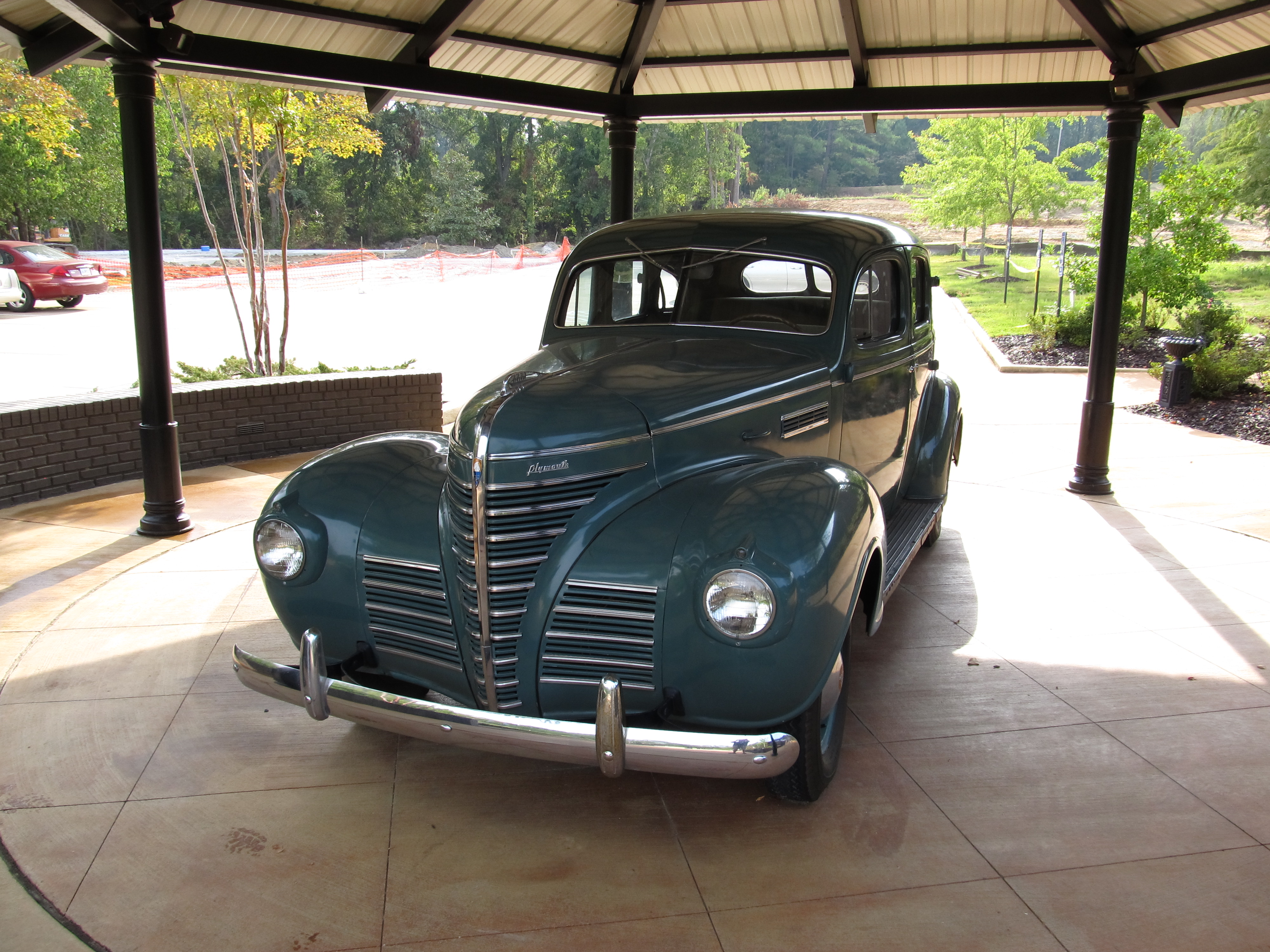
Plymouth P8 familiale de 1939.

Fervents chrétiens pratiquants pentecôtiste de l'Assemblées de Dieu, la famille se rend régulièrement à l'église où les chants religieux sont chantés en gospel, dont Elvis tire une importante partie de son inspiration musicale initiale. À onze ans, ses parents lui offrent sa première guitare, qu'il apprend avec le pasteur de l'église, et deux de ses oncles. Il se passionne pour la musique noire américaine de là où il vit : gospel, blues, rhythm and blues et country... qu'il entend dans son entourage, à la radio, et à l'église...

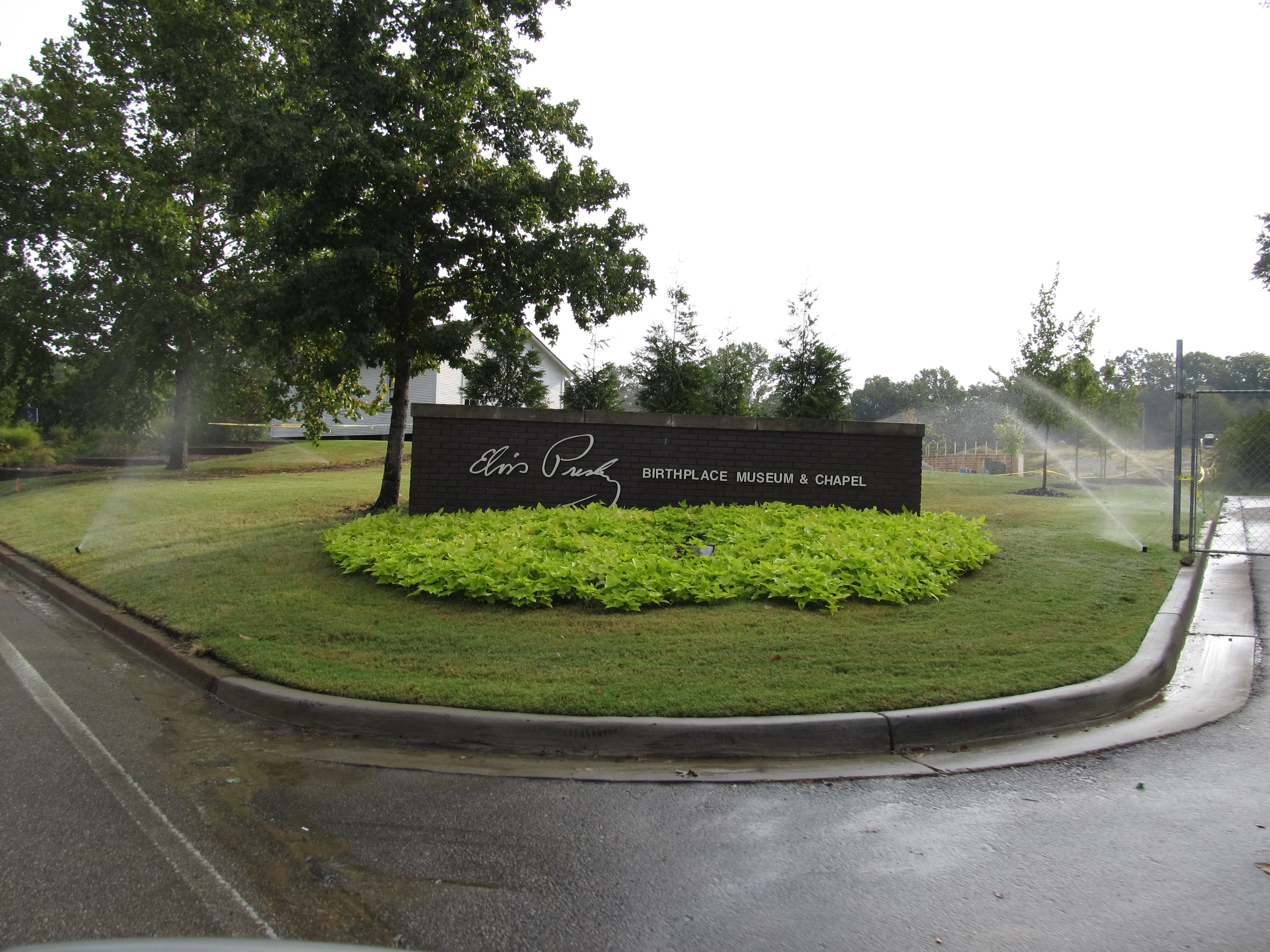
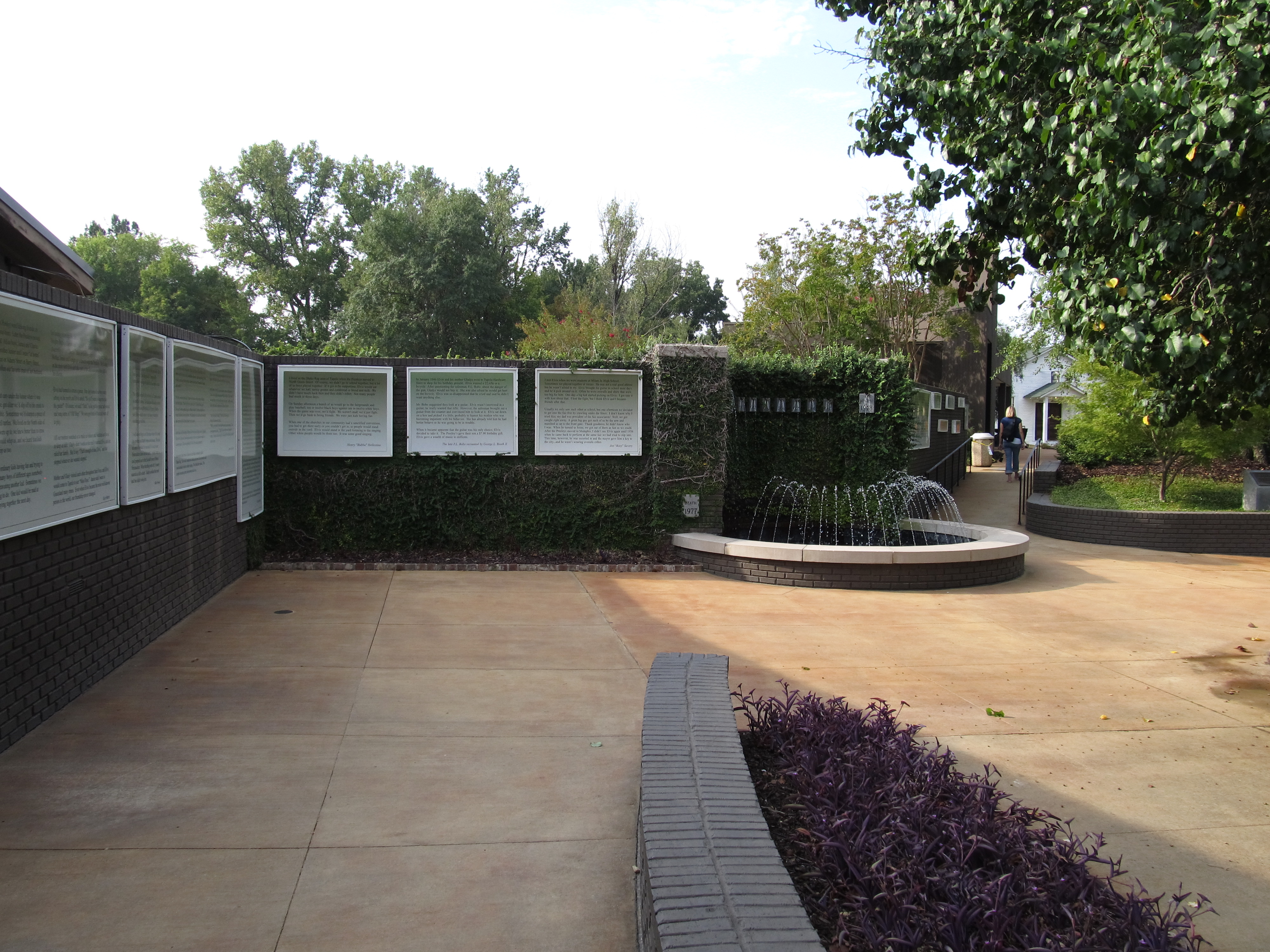
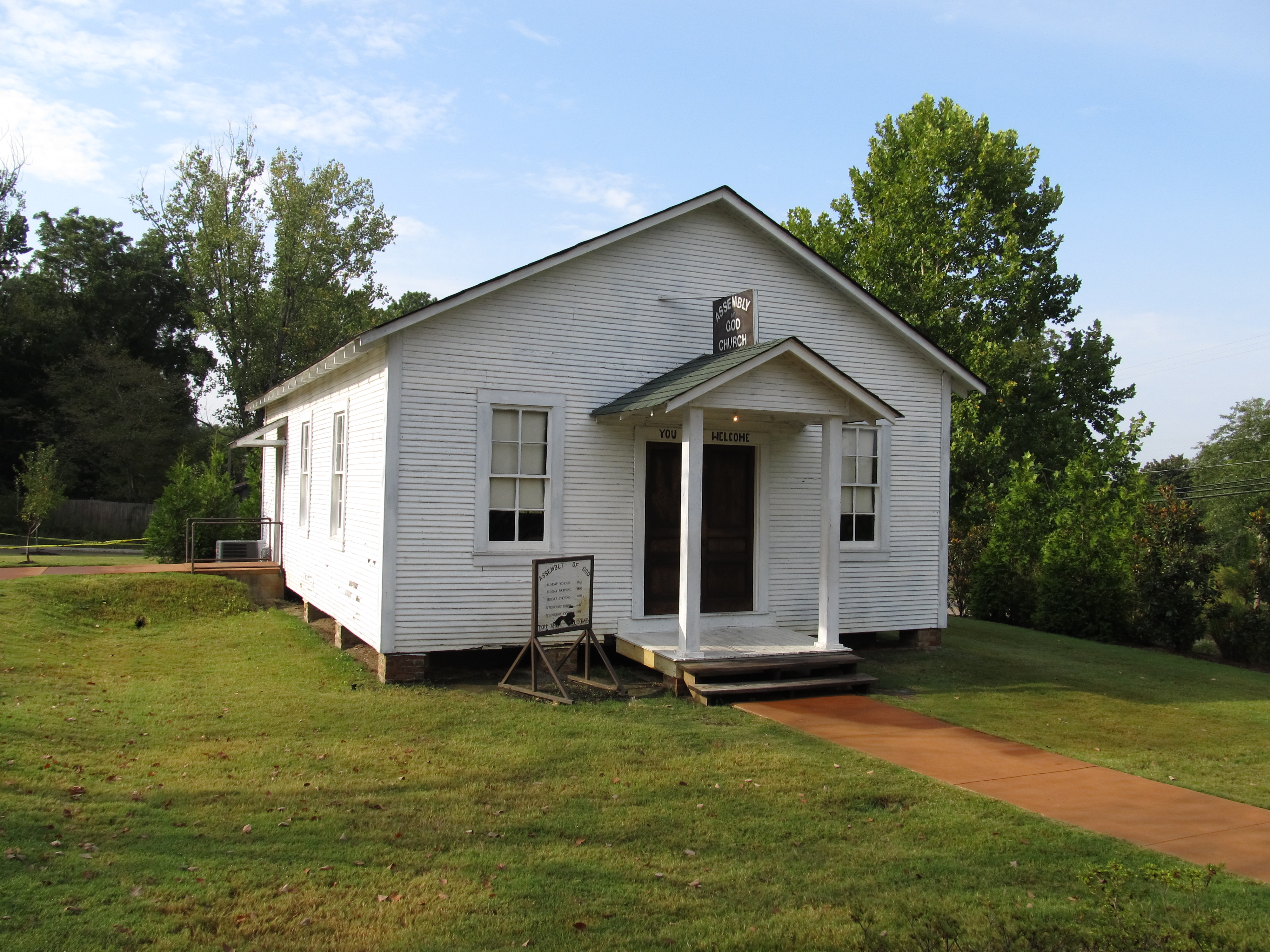
Chapelle pentecôtiste de l'Assemblées de Dieu
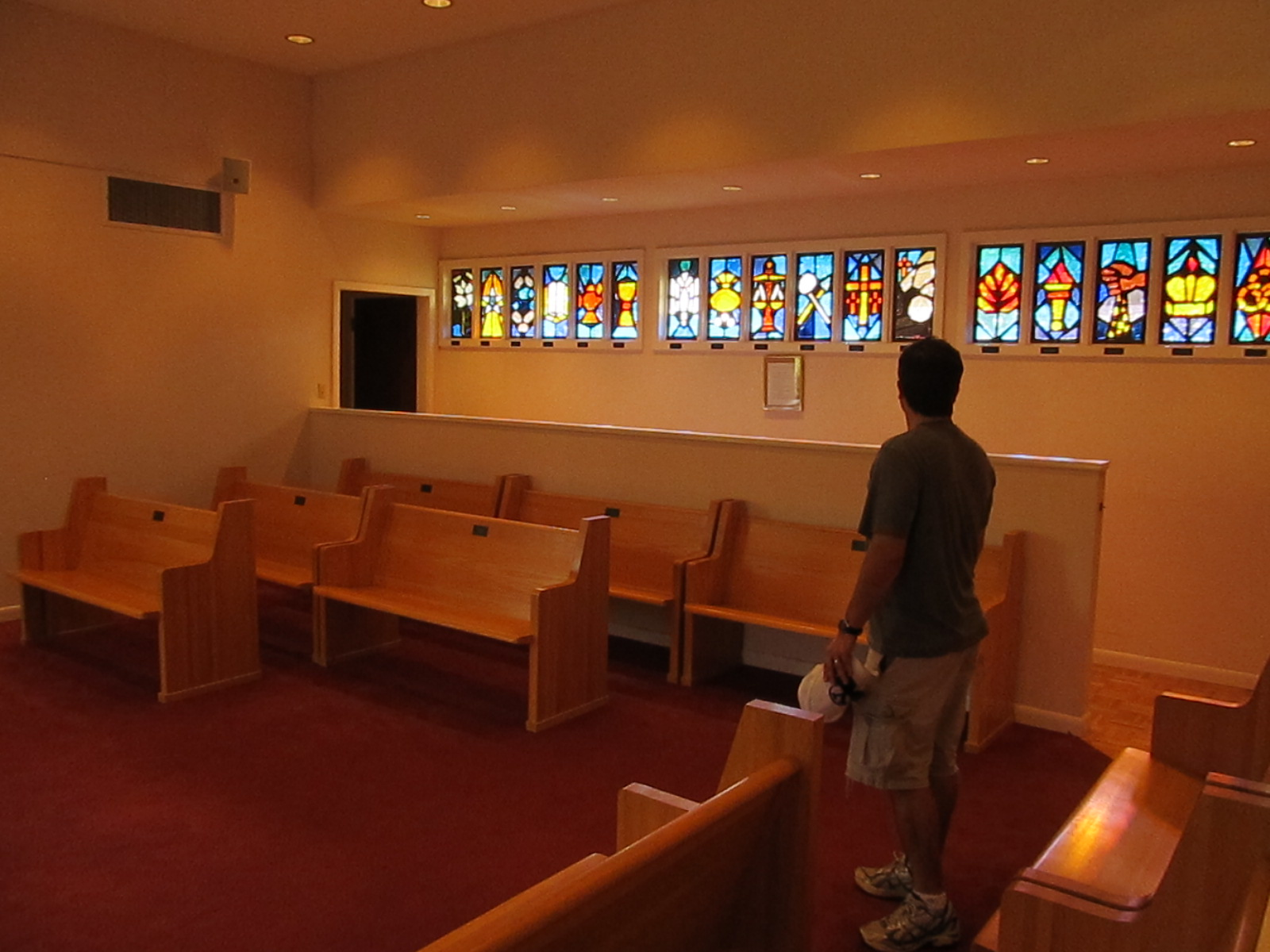
Intérieur chapelle

En 1938, Vernon perd sa maison pour surendettement, et est condamné à huit mois de prison pour escroquerie de falsification de chèque de banque. Elvis part vivre à proximité avec sa mère et ses grands parents jusqu'à la libération de son père. En 1948, en grande difficulté sociale et financière, ils sont contraints de déménager en logement social à Memphis, grande ville du Tennessee, considérée historiquement comme « le berceau du blues » et  « le berceau du rock 'n' roll ».
Le 18 juillet 1953 Elvis (âgé de 18 ans) enregistre son premier disque 45 tours amateur, pour 4 dollars, avec deux reprises de chansons à succès de l'époque : My Happiness (face A) et That's When Your Heartaches Begin (face B), au célèbre studio d'enregistrement Sun Studio Records spécialisé dans la musique noire, de Sun Records de Sam Phillips et Marion Keisker, de Memphis, disque qu'il offre à sa mère pour son anniversaire.

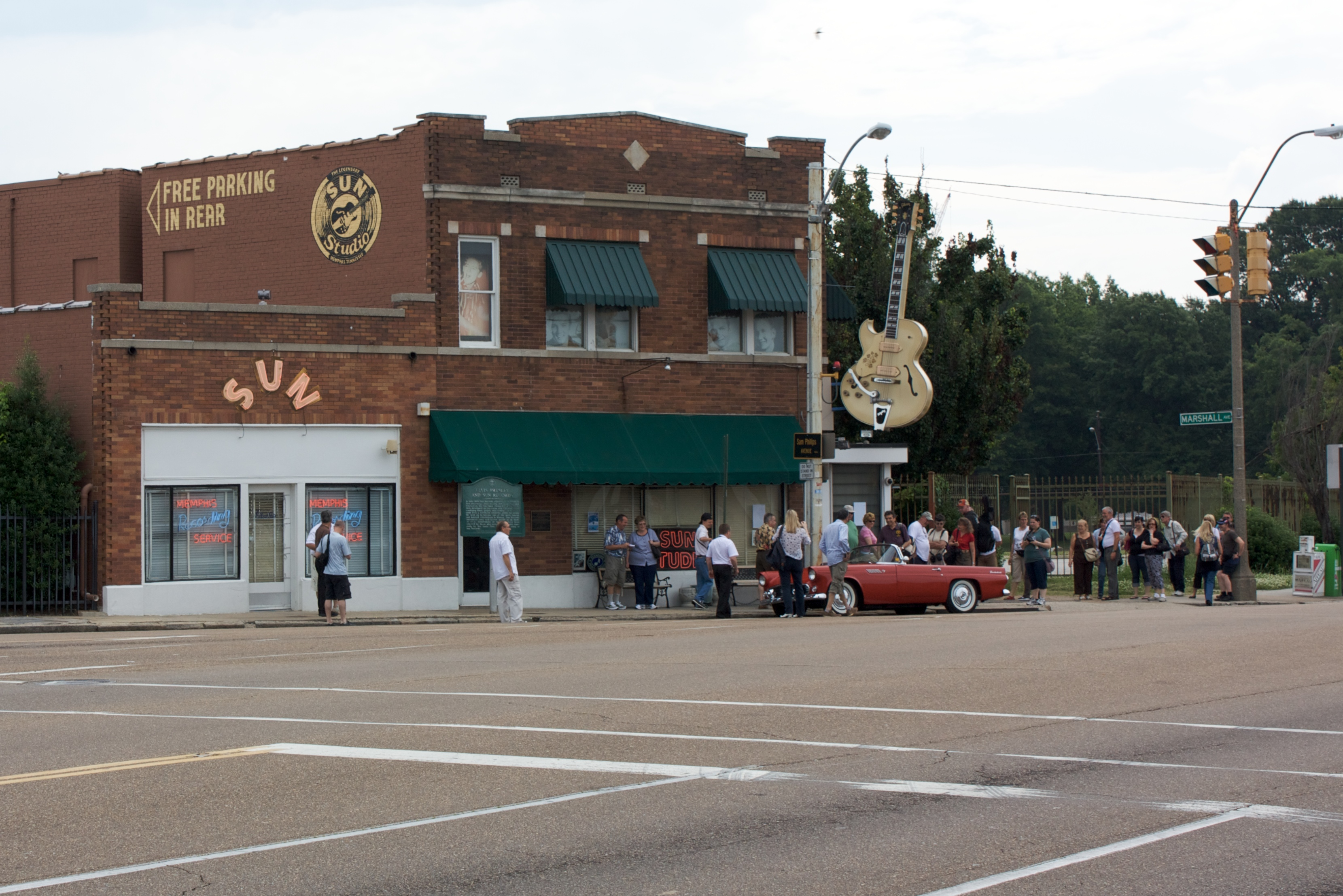
Sun Studio (studio d'enregistrement) de Memphis.
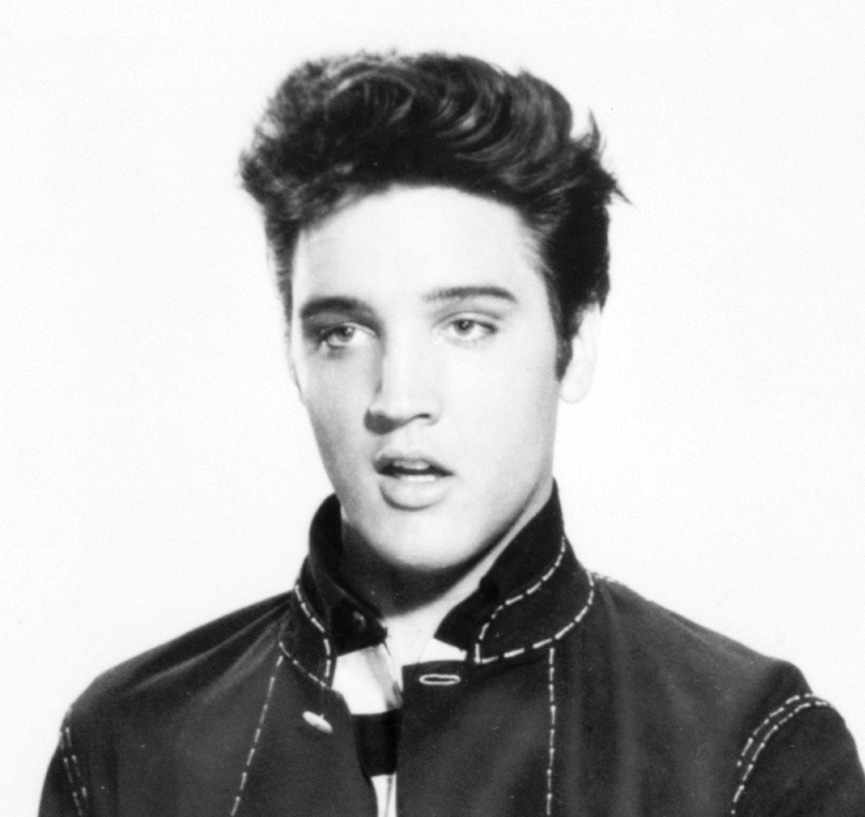
Elvis Presley en 1957.
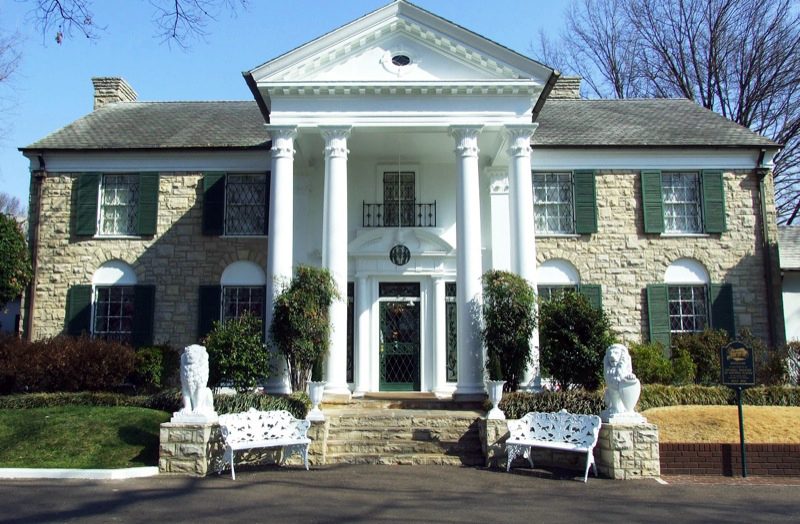
Graceland, Memphis, Tennessee, acheté en 1957.
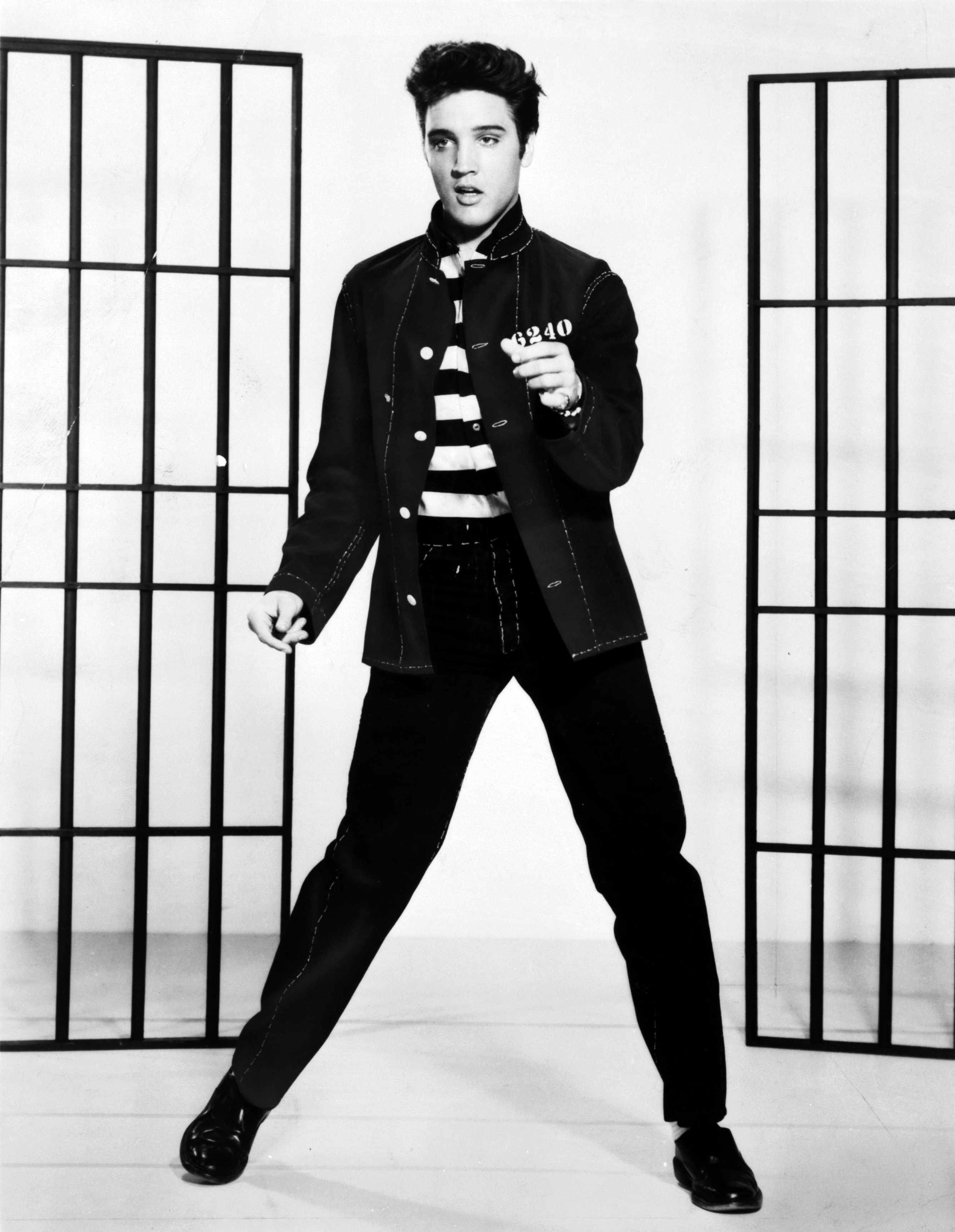
Elvis Presley en 1957.

That's All Right (Mama), son second disque de l'année suivante, le propulse dans la fortune, et dans la légende américaine et mondiale du rock 'n' roll. En 1957, devenu un des symboles du rêve américain, il s'installe avec ses parents et une partie de sa famille, dans sa fastueuse résidence de Graceland, au 3764 Elvis Presley Boulevard, à Memphis, Tennessee, devenu musée mondial culte du King, et déclaré National Historic Landmark en 2006.

## Musée
Ce site historique touristique majeur de la ville, qui attire chaque année plus de 50 000 fans d'Elvis du monde entier, comprend :
- un parc de 15 acres d'arbres et de verdure
- la maison de naissance type shotgun house de deux pièces juxtaposées, reconstituée et redécorée d’époque
- un musée adjacent, avec de nombreux souvenirs amassés par Janelle McComb, vieille amie de la famille : statues, histoire de la vie d'Elvis, documents, affiche, photos, poèmes, vêtements, costumes, ex-voto, objets, voiture, attractions divers...
- la chapelle pentecôtiste de l'Assemblées de Dieu, où la famille Presley venait prier
- tour en voiture de 6 km environ, de l’office du tourisme, avec la première école d’Elvis, ou la quincaillerie où Gladys Presley lui achète sa première guitare...
- Festival Elvis de Tupelo
- Graceland de Memphis (Tennessee), à environ deux heures de route.